# Ed Killifer
Ed Killifer é um personagem do filme 007 - Licença para Matar (1989) da franquia cinematográfica de James Bond. Assim como quase todos os outros personagens, ele não existe nos livros de Ian Fleming, já que o filme, o primeiro a não ter um título saído dos livros de Fleming, apenas mistura enredo e personagens existentes em contos diferentes do escritor britânico com uma história completamente nova.

## Características
Killifer é um policial da confiança de Felix Leiter, aparentemente honesto, que se corrompe após receber uma oferta de dois milhões de dólares do traficante e vilão Felix Sanchez por sua liberdade, ajudando-o a fugir. Confrontado por Bond ao longo do filme, tenta comprá-lo com os mesmos dólares que recebeu de Sanchez mas acaba sendo morto na piscina de tubarões do capanga do vilão agarrado à sua mala de dinheiro.

## Filme
Policial honesto e amigo de Felix Leiter, ele aparece no início do filme levando os cumprimentos ao agente da CIA e à mulher Della Leiter no dia de seu casamento, do qual James Bond é padrinho. Leiter e Bond capturam o traficante Felix Sanchez e este anuncia que dará dois milhões de dólares a quem o ajudar a fugir. Movido pela ambição, Killifer então cria um plano para a fuga de Sanchez, que é bem sucedido, com os dois escapando juntos. Ele nada faz também quando Sanchez captura Leiter e o joga numa piscina de tubarões, onde o agente da CIA tem uma perna devorada, dizendo que não é nada pessoal e que dois milhões é muito dinheiro.
Ele então tem um confronto posterior com Bond nas instalações pesqueiras de outro capanga de Sanchez, Milton Krest, na Flórida, quando o agente britânico investiga o local. Depois de uma luta entre Bond e seu aliado Sharkey, os homens de Krest e Killifer, o policial se vê encurralado por Bond na borda da piscina de tubarões e oferece a 007 metade do dinheiro que carrega consigo. Bond diz que ele o mereceu e o empurra na piscina com dinheiro e tudo e o policial é devorado.